# Lucía Laragione
Lucía Laragione (Buenos Aires, 1946) es una escritora y dramaturga argentina. Nacida en una familia de intelectuales, estuvo en contacto desde niña con la literatura y el teatro.
Estrenó las obras Cocinando con Elisa (1995), La fogarata (1997), El silencio de las tortugas (1998), La mayor, la menor, el del medio (1999), Palabristas (2000), Sorteo (2000) en el ciclo Teatro por la identidad, Criaturas de aire (2004), 1º de mayo (2004), El ganso del Djurgarden (2004), El reino de las imágenes nítidas (2007). Tiene además, una decena de libros publicados para niños y jóvenes. Recibió numerosos premios nacionales e internacionales, y se desempeñó como jurado en las varias oportunidades.
Actualmente integra el Consejo de Teatro de Argentores junto a José María Paolantonio, Roberto Perinelli, Beatriz Mosquera, Daniel Dalmaroni, y Susana Torres Molina. Junto a Ana Ferrer, es responsable de las ediciones de la institución y representa a Argentores en la Comisión de Cultura de la Fundación El Libro.

## Obras
- S.O.S. gorilas (1ª edición). Santillana. 2002. ISBN 978-950-46-1163-9.
- El Gran Brancaleone (1ª edición). Cántaro. 2003. ISBN 978-950-753-113-2.
- Tres criaturas de aire (1ª edición). Teatro Vivo. 2004. ISBN 978-987-21678-0-6. En coautoría con Gladys Lizarazu
- Amores que matan (1ª edición). Aguilar, Altea, Taurus, Alfaguara. 2005. ISBN 978-987-04-0114-8.
- Tratado universal de monstruos (1ª edición). Aguilar, Altea, Taurus, Alfaguara. 2006. ISBN 978-987-04-0470-5.
- El mar en la piedra (1ª edición). Aguilar, Altea, Taurus, Alfaguara. 2006. ISBN 978-987-04-0352-4.
- La bicicleta voladora (1ª edición). Crecer Creando. 2006. ISBN 978-987-9197-32-5.
- La comedia de Romeo y Julieta (1ª edición). Longseller. 2009. ISBN 978-987-550-860-6.
- El loco de Praga (1ª edición). Aguilar, Altea, Taurus, Alfaguara. 2011. ISBN 978-987-04-0757-7.
- Diario de un viaje imposible (1ª edición). Aguilar, Altea, Taurus, Alfaguara. 2012. ISBN 978-987-04-2356-0. En coautoría con Ana María Shua
- Vidas opacas (1ª edición). Biblos. 2012. ISBN 978-987-691-065-1.
- Diario de un amor a destiempo (1ª edición). Aguilar, Altea, Taurus, Alfaguara. 2013. ISBN 978-987-04-2843-5. En coautoría con Ana María Shua
- Emanuel y Margarita (1ª edición). Santillana. 2015. ISBN 978-950-46-4768-3. En coautoría con Ana María Shua

Lucía Laragione es autora de adaptaciones, dramaturgia y numerosos textos teatrales.